# Municipio de English River (condado de Keokuk)
El municipio de English River (en inglés: English River Township) es un municipio ubicado en el condado de Keokuk en el estado estadounidense de Iowa. En el año 2010 tenía una población de 584 habitantes y una densidad poblacional de 6,26 personas por km².

## Geografía
El municipio de English River se encuentra ubicado en las coordenadas 41°27′34″N 92°7′40″O / 41.45944, -92.12778. Según la Oficina del Censo de los Estados Unidos, el municipio tiene una superficie total de 93.23 km², de la cual 93,15 km² corresponden a tierra firme y (0,08 %) 0,08 km² es agua.

## Demografía
Según el censo de 2010, había 584 personas residiendo en el municipio de English River. La densidad de población era de 6,26 hab./km². De los 584 habitantes, el municipio de English River estaba compuesto por el 97,6 % blancos, el 1,03 % eran afroamericanos, el 0,17 % eran de otras razas y el 1,2 % eran de una mezcla de razas. Del total de la población el 2,05 % eran hispanos o latinos de cualquier raza.